# تشن رولين
تشن رولين (بالصينية: 陈若琳) (Chen Ruolin) هي لاعبة أولمبية لرياضة غطس من الصين. شاركت في الأولمبياد الصيفي في 2008–2012، وفازت بما مجموعه 4 ميداليات.

## الميداليات
| ذهب | فضة | برونز | المجموع |
| 4   | 0   | 0     | 4       |

## روابط خارجية
- تشن رولين على موقع الاتحاد الدولي للسباحة (الإنجليزية)
- تشن رولين على موقع قاعدة بيانات الغوص IAT (الألمانية)
- تشن رولين على موقع اللجنة الأولمبية الدولية (الإنجليزية)
- تشن رولين على موقع أوليمبيديا (الإنجليزية)